# Municipio de Karthaus
El municipio de Karthaus (en inglés: Karthaus Township) es un municipio ubicado en el condado de Clearfield en el estado estadounidense de Pensilvania. En el año 2000 tenía una población de 811 habitantes y una densidad poblacional de 8.8 personas por km².

## Geografía
El municipio de Karthaus se encuentra ubicado en las coordenadas 41°08′26″N 78°05′48″O / 41.14056, -78.09667.

## Demografía
Según la Oficina del Censo en 2000 los ingresos medios por hogar en la localidad eran de $26,552 y los ingresos medios por familia eran de $31,833. Los hombres tenían unos ingresos medios de $24,038 frente a los $16,250 para las mujeres. La renta per cápita de la localidad era de $13,723. Alrededor del 6,7% de la población estaba por debajo del umbral de pobreza.